# Mediació
La mediació és un procediment no jurisdiccional de caràcter voluntari i confidencial que s'adreça a facilitar la comunicació entre les persones perquè gestionin per elles mateixes una solució dels conflictes que els afecten, amb l'assistència d'una persona mediadora que actua d'una manera imparcial i neutral. La mediació, com a mètode de gestió de conflictes, pretén evitar l'obertura de processos judicials de caràcter contenciós, posar fi als ja iniciats o reduir-ne l'abast.

## Eina de gestió de conflictes
La mediació és una de les formes possibles de gestió alternativa dels conflictes. És alternativa, per exemple, a la resolució judicial del conflicte d'interessos. La mediació entén que a través del diàleg és possible arribar a l'entesa en qualsevol conflicte latent o declarat en què puguin trobar-se les persones. Per facilitar aquest diàleg, el mediador ajuda les parts en conflicte, però no imposa cap solució ni intervé amb cap tipus d'interès. Ni tan sols, el mediador té interès en què les parts arribin a un acord concret. Molt sovint, és la simple participació en el procés mateix de mediació la forma de contenir, gestionar o pacificar una relació conflictiva.

## Principis
Hi ha una regulació específica a Catalunya, puntera no només a l'Estat Espanyol, sinó també a Europa. La Llei 1/2001, de mediació familiar, va legalitzar la mediació en l'àmbit familiar a Catalunya. Actualment hi ha una nova llei de mediació que n'amplia els àmbit.
A Espanya diverses comunitats autònomes ja han regulat la mediació
En general, el treball dels mediadors està basat en un seguit de principis, com ara:
- Imparcialitat. El mediador no pren part a favor o en contra dels posicionaments de les parts; tampoc no en té, d'interès directe o indirecte en la solució del conflicte.
- Confidencialitat. El contingut de tot el que les parts diguin o expressin dins del procés de mediació és secret i no es pot fer servir fora de la mediació.
- Voluntarietat. Les parts en conflicte han de partir d'un punt inicial d'acord: volen donar l'oportunitat a la mediació per gestionar el seu conflicte. Això implica que, en qualsevol moment, una de les parts pot retirar-se i donar per acabada la mediació.
- Autonomia de la voluntat de les parts. El mediador respecta la lliure disposició de les parts en conflicte: només elles proposen les solucions, els terminis i pactes sobre la seva verificació, sobre el compliment dels acords, etc.

## Tipologia
Malgrat cada mediació és única, en el sentit que amb la mediació podem afrontar qualsevol tipus de conflictes, tradicionalment, els mediadors han tendit a especialitzar la seva tasca. Així, parlem de diferents tipus de mediació:

### Mediació comunitària
També anomenada mediació ciutadana o mediació social. És la mediació referent a les relacions veïnals als pobles, barris i ciutats. Inclou la gestió dels conflictes a les comunitats de veïns, l'ús dels espais públics (carrers, parcs, places), conflictes relacionats amb el civisme, la convivència urbana, les activitats econòmiques i comercials,...

### Mediació familiar
La relativa als conflictes dins de la família, és a dir, conflictes derivats de la reptura de la parella (separacions i divorcis), les relacions paterno-filials, i d'altres relacions de parentesc (germans, avis i nets...), herències i successions. La mediació familiar està regulada per llei a Catalunya i altres comunitats autonomes d'espanya

### Mediació penal
La relativa a la reparació de la víctima d'infraccions penals i la indemnització per responsabilitat civil derivada de delictes o faltes. En el cas de menors infractors, la mediació penal està força implantada a Catalunya i a Espanya, gràcies a la regulació legal. NO així, pel que toca a la jurisdicció penal d'adults

### Mediació escolar
La mediació escolar consisteix a emprar mediadors en la resolució de conflictes que afecten la convivència en els entorns escolars. El mediador pot ser des d'un mestre a un alumne; però és disitjable que les escoles disposin d'equips de mediadors formats per pares, mares, mestres i alumnes.
El mestre no pot intervenir en tots els conflictes per la falta de recursos; així doncs, fomentar els treballs cooperatius a l'escola afavoreix l'aparició espontània d'alumnes mediadors, els quals intentaran resoldre conflictes que afecten a una comunitat de la qual tot un grup-classe en forma part.

### Mediació intercultural
La mediació intercultural consisteix a desenvolupar vincles de sociabilitat entre persones de diferents cultures que resideixen al mateix territori. També és un recurs que actua com a pont amb la finalitat de facilitar les relacions, fomentar la comunicació i promoure la integració entre persones o grups pertanyents a una o varies cultures. Es considera una modalitat d'intervenció de terceres parts en situacions socials de multiculturalitat, orientada cap al reconeixement de l'altra persona i cap a la proximitat entre ambdues, incentivant l'apropament entre les dues parts, la comunicació afectiva, la comprensió mútua, la regulació de conflictes entre factors socials i institucionals etnoculturalment diferents.

## Visibilització
El dia 21 de gener se celebra el Dia Europeu de la Mediació. Coincidint amb la data d'aprovació de la Recomanació núm. R (98) 1, sobre mediació familiar, aprovada pel Comitè de Ministres del Consell d'Europa.